# Parque nacional Phnom Kulen
Parque Nacional Phnom Kulen es un parque nacional en el país asiático de Camboya. Se encuentra en el macizo montañoso de Phnom Kulen, que hace parte de la provincia de Siem Reap. Durante la era de Angkor el lugar era conocido como Mahendraparvata (la montaña de Gran Indra) y fue el lugar donde Jayavarman II se autoproclamó chakravartin (Rey de Reyes), un acto que se considera el fundamento de Imperio Jemer.
Hay dos caídas de agua principales en Phnom Kulen:
- El primer salto de agua: posee 4,5 metros de altura y de 20 a 25 metros de ancho durante las estaciones seca y lluviosa, respectivamente.
- El Segundo salto de agua: con 15-20 metros de altura y 10-15 metros de ancho durante las estaciones seca y lluviosa, respectivamente.